# Dennis E. Breedlove
Dennis Eugene Breedlove ( 14 de septiembre de 1939 - ) es un botánico, antropólogo, y profesor estadounidense.

## Algunas publicaciones
- brent Berlin, dennis e. Breedlove, peter h. Raven. 1966. Folk taxonomies and biological classification', Science 154: 273-275
- --------------------, --------------------, -------------------- . 1973. General principles of classification and nomenclature in folk biology, Am. Anthropologist 75: 214-242

### Libros
- 1969. The Systematics of fuchsia section encliandra. Ed. Univ. of California Pr. 69 pp.
- 1981. Flora of Chiapas: Introduction to the Flora of Chiapas. Volumen 1 de Flora of Chiapas. Ed. California Academy of Sciences. 158 pp. ISBN 0940228009
- 1982. The Mexican and Central American species of Fuchsia (Onagraceae) except for Sect. Encliandra. Ed. Missouri Botanical Garden. 25 pp.
- 1990. Flora of Chiapas: Malvaceae. Volumen 3. 90 pp. ISBN 094022822X
- dennis eugene Breedlove, robert m. Laughlin. 2000. The flowering of man: a Tzotzil botany of Zinacantán. Biological Diversity Handbook Series. Ed. Smithsonian Institution press. 336 pp. ISBN 1560988975

## Honores

### Epónimos
- (Acanthaceae) Justicia breedlovei T.F.Daniel[1]
- (Acanthaceae) Odontonema breedlovei V.M.Baum[2]
- (Acanthaceae) Ruellia breedlovei T.F.Daniel[3]
- (Agavaceae) Agave breedlovei Gentry[4]
- (Anthericaceae) Echeandia breedlovei Cruden[5]
- (Apiaceae) Donnellsmithia breedlovei Mathias & Constance[6]
- (Araceae) Philodendron breedlovei Croat[7]
- (Asclepiadaceae) Gonolobus breedlovei L.O.Williams[8]
- (Aspleniaceae) Asplenium breedlovei A.R.Sm.[9]
- (Asteraceae) Ageratina breedlovei R.M.King & H.Rob.[10]
- (Asteraceae) Bartlettina breedlovei R.M.King & H.Rob.]][11]
- (Asteraceae) Hidalgoa breedlovei Sherff[12]
- (Asteraceae) Lundellianthus breedlovei (B.L.Turner) Strother[13]
- (Asteraceae) Roldana breedlovei H.Rob. & Brettell[14]
- (Begoniaceae) Begonia breedlovei Burt-Utley[15]
- (Bignoniaceae) Amphitecna breedlovei A.H.Gentry[16]
- (Brassicaceae) Dryopetalon breedlovei (Rollins) Al-Shehbaz[17]
- (Clethraceae) Clethra breedlovei C.W.Ham.[18]
- (Cyperaceae) Cyperus breedlovei G.C.Tucker[19]
- (Ericaceae) Vaccinium breedlovei L.O.Williams[20]
- (Lauraceae) Phoebe breedlovei Lundell[21]
- (Loranthaceae) Psittacanthus breedlovei Kuijt[22]
- (Malvaceae) Dendrosida breedlovei Fryxell[23]
- (Melastomataceae) Tibouchina breedlovei Wurdack[24]
- (Myrtaceae) Eugenia breedlovei Barrie[25]
- (Onagraceae) Oenothera breedlovei W.Dietr. & W.L.Wagner[26]
- (Orchidaceae) Acianthera breedlovei Soto Arenas, Solano & Salazar[27]
- (Poaceae) Critesion breedlovei R.M.King & H.Rob.[28]
- (Poaceae) Digitaria breedlovei R.W.Pohl & Davidse[29]
- (Polygonaceae) Eriogonum breedlovei (J.T.Howell) Reveal[30]
- (Rhamnaceae) Rhamnus breedlovei M.C.Johnst. & L.A.Johnst.[31]
- (Rubiaceae) Chomelia breedlovei Borhidi[32]
- (Rubiaceae) Rogiera breedlovei (Lorence) Borhidi[33]
- (Scrophulariaceae) Lophospermum breedlovei Elisens[34]
- (Selaginellaceae) Selaginella breedlovei Valdespino[35]
- (Symplocaceae) Symplocos breedlovei Lundell[36]
- (Viscaceae) Phoradendron breedlovei Kuijt[37]

- La abreviatura «Breedlove» se emplea para indicar a Dennis E. Breedlove como autoridad en la descripción y clasificación científica de los vegetales.[38]